# Пукс, Тойво-Пеэп Хугович
То́йво-Пе́эт Ху́гович Пукс (эст. Toivo-Peep Puks; род. 17 апреля 1940, Таллин, Эстония) — эстонский кинорежиссёр-документалист, сценарист, продюсер и монтажёр. Заслуженный деятель искусств Эстонской ССР (1985).

## Биография
В 1964 году окончил Тартуский университет. В 1968—1991 годах в штате киностудии «Таллинфильм», где снимал документальные ленты, посвящённые главным образом эстонским писателям и деятелях искусств, а также спортивной тематике. Был сценаристом, продюсером и монтажёром своих картин. В 1991—2000 годах работал на Эстонском телевидении.

## Фильмография
- 1969 — Родное село / Koduküla
- 1970 — Большой концерт /
- 1971 — Десятиборцы /
- 1971 — 1974 — А. Х. Таммсааре[1] /  (3 серии)
- 1973 — Возрождение /
- 1974 — Добро пожаловать![2] /
- 1974 — Пятиборцы /  (с Хансом Роозипуу)
- 1975 — Юхан Лийв[3] /
- 1975 — Гнездовье /
- 1976 — Оптимисты /
- 1980 —  / Heerosed
- 1982 — Северный дух[4] /
- 1988 — Хутор / Talu
- 2005 — Зов сердца. Инна Таарна[5] / Südame kutse. Inna Taarna

## Награды
- 1977 — Государственная премия Эстонской ССР
- 1985 — Заслуженный деятель искусств Эстонской ССР
- 2001 — Орден Белой звезды 4 класса
- 2014 — Национальная премия Эстонии в области культуры